# Danika Yarosh
Danika Ann Yarosh, née le 1er octobre 1998 à Morristown, aux États-Unis, est une actrice américaine. Elle fait son apparition dans les séries Shameless et Heroes Reborn à partir de 2014, et incarne le rôle d'une adolescente auprès de Tom Cruise dans Jack Reacher: Never Go Back, en 2016.

## Biographie

### Enfance
Yarosh est originaire du canton de Bedminster situé dans le comté de Somerset au New Jersey. Elle est le troisième enfant d'une fratrie de quatre, issue du couple de Victor et Linda Yarosh, dont le père est un ancien membre de l'US Air Force. La fratrie est composée de la façon suivante : Amanda, la sœur la plus âgée qui tient des rôles d'actrice, son frère Erik, elle-même et Peter, le cadet de la famille.

### Carrière
Yarosh est apparue pour la première fois dans un film à l'âge de 5 ans, en 2004, en tant que figurante dans Et l'homme créa la femme, mettant en vedette Nicole Kidman, qui est tourné dans sa ville natale. Elle a commencé à étudier le théâtre et la danse dans les Off-Broadway, puis remporte à l’âge de 10 ans, en 2008, le rôle de la danseuse Karen dans la production de la comédie musicale Billy Elliot au Théâtre Impérial de Broadway.
À l'âge de 12 ans, Yarosh et sa mère déménagent à Los Angeles et elle commence à avoir des rôles d'interaction (bit part (en)) avec les acteurs principaux dans des séries télévisées, tel que 30 Rock et New York, unité spéciale. En 2012, elle apparaît dans le film Tar, mettant en vedette Mila Kunis et James Franco, interprétant le premier amour du poète C. K. Williams dans le rôle d'Irène. Yarosh a ensuite eu des rôles récurrents dans la sitcom de Nick at Nite, See Dad Run et la série Showtime Shameless. Elle reporte ses études universitaire lorsqu'elle est choisie pour jouer dans la mini-série de science-fiction Heroes Reborn à la NBC.
En 2016, Yarosh joue le rôle de Samantha, la prétendue fille de Jack Reacher, interprété par Tom Cruise, dans le film d'action Jack Reacher: Never Go Back. En 2018, elle joue aux côtés d'Erin Moriarty et Helen Hunt dans le drame sportif The Miracle Season. Elle interprète le rôle de Caroline Found, surnommée Line, la joueuse de volley-ball vedette de l'Iowa City West High School (en), dont l'équipe remporte le titre national en mémoire pour sa joueuse phare décédée dans un accident de cyclomoteur, quelques semaines avant le début de la saison.
Yarosh interpréte aux côtés de Teri Polo et Dylan Walsh dans Foreign Exchange, un film dramatique écrit par Chris Sivertson (en). En 2018, elle apparaît également dans le premier thriller réalisé par Alex Pettyfer : Back Roads (en). Yarosh rejoint le casting de la série Netflix Greenhouse Academy pour sa troisième saison, remplaçant l'actrice Grace Van Dien dans le rôle de Brooke Osmond. En 2019, elle participe à la deuxième saison de la série The Purge de la chaîne de télévision USA Network.

## Filmographie

### Cinéma
- 2004 : Et l'homme créa la femme de Frank Oz (figurante non créditée)[3] ;
- 2016 : Jack Reacher: Never Go Back d' Edward Zwick : Samantha Dayton ;
- 2017 : The Miracle Season de Sean McNamara : Caroline Found

### Séries télévisées
- 2010 : New York, unité spéciale (saison 11, épisode 23) : Nicole Goshgarian
- 2013-2014 : See Dad Run : Olivia
- 2014-2015 : Shameless : Holly Herkimer
- 2015-2016 : Heroes Reborn : Malina Bennet
- 2015 : New York, unité spéciale (saison 16, épisodes 15 et 23) : Ariel Thornhill
- 2017 : Chicago PD (Saison 4, épisode 13) : Ellie Olstern
- 2019-2020 : Greenhouse Academy : Brooke Osmond

### Téléfilms
- 2011 : Un mariage en cadeau : Madison
- 2012 : Justice Coupable : Ashlee Simmons
- 2019 : Une famille trop accueillante : Monica

## Voix françaises
- Alice Orsat dans : (les téléfilms)
  - Un mariage en cadeau
  - Justice coupable
- Laura Fix dans Shameless
- Noémie Orphelin dans Heroes Reborn (série télévisée)
- Lisa Caruso dans Jack Reacher: Never Go Back
- Olivia Luccioni dans Une famille trop accueillante
- Rebecca Benhamour dans Greenhouse Academy